# Совейки
Совейки (бел. Савейкі) — деревня в Гончаровском сельсовете Ляховичского района Брестской области Белоруссии. До 2013 года входила в состав упразднённого Куршиновичскому сельсовету. Население — 42 человека (2019).

## География
Совейки находятся в 17 км к юго-востоку от города Ляховичи, в 2 км к востоку проходит граница с Минской областью. Деревня стоит на водоразделе бассейнов Немана и Днепра, к югу и востоку от Совеек берут начало ручьи со стоком в Цну, а к западу — со стоком в Щару. Совейки связаны местными автодорогами с окрестными населёнными пунктами. В 4 км к западу находится ж/д платформа Кулени (линия Барановичи — Лунинец).

## История
Имение Совейки на стыке XVIII и XIX веков принадлежало генералу Л. Бенигсену, у которого его впоследствии купил Кшиштоф Незабытовский. В 1840 году стало собственностью Константина Рдултовского, женатого на Валерии Незабытовской. В 50 годы XIX века Рдултовский разорился и утратил имение, которое стало собственностью рода Новицких. В 1861 году Гектор Новицкий стал полноправным владельцем Совеек.
Новицким имение Совейки принадлежало вплоть до 1939 года. После Гектора его владельцами были Теофил и Андрей Новицкие. Точная дата закладки усадьбы и постройки усадебного дома остаётся невыясненной, ряд авторов связывают усадьбу с Бенигсенами и датируют стыком XVIII и XIX веков, некоторые присывают возведение усадьбы Новицким и датируют серединой XIX века. Усадьбу окружает хорошо сохранившийся природный парк.
Согласно Рижскому мирному договору (1921) Совейки вошли в состав межвоенной Польши, с 1939 года — в БССР.

## Достопримечательности
- Усадьба Новицких
  - Усадебный дом (XIX век), перестраивался в 1901 и 1950 годах
  - Винокуренный завод. Построен Теофилом Новицким в 1901 году
  - Жилой дом (конец XIX-начало XX века)
  - Флигель
  - Хозпостройки
  - Руины часовни-усыпальницы
  - Природный парк "Совейки" — памятник садово-паркового искусства  Историко-культурная ценность Республики Беларусь, шифр 112Г000482

Усадебный парк включён в Государственный список историко-культурных ценностей Республики Беларусь.

## Галерея

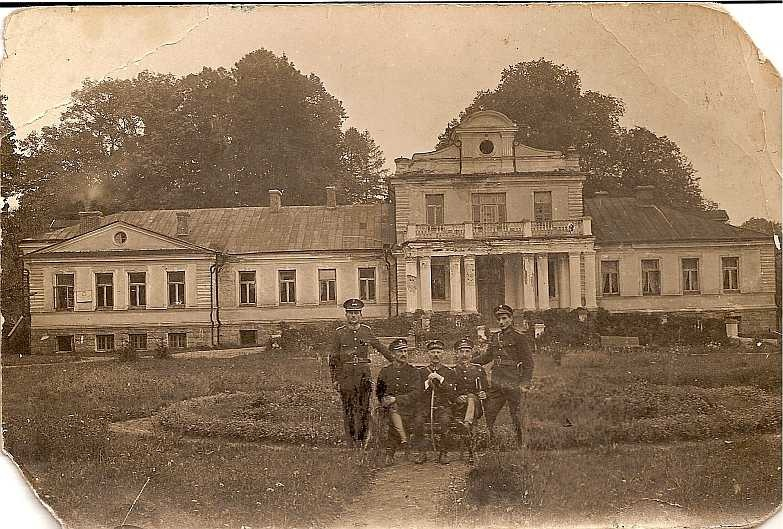
Усадебный дом
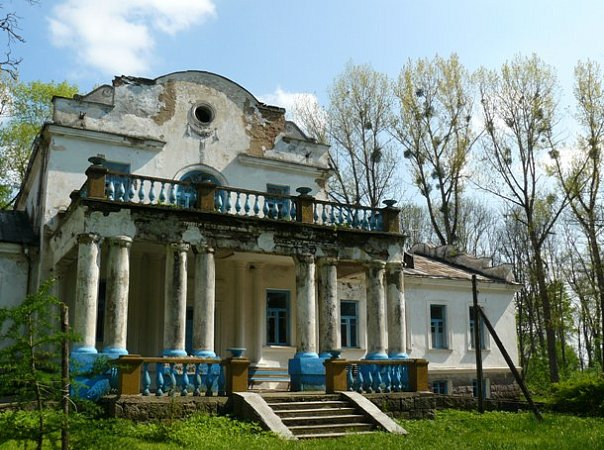
Усадебный дом
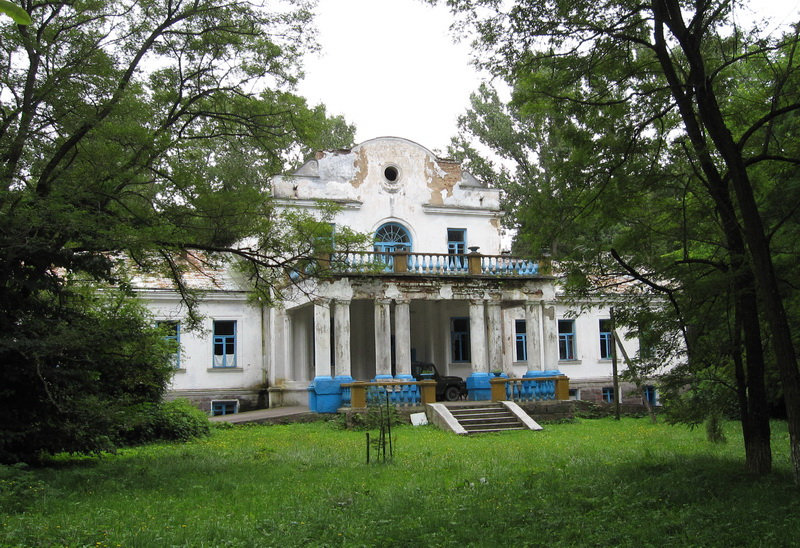
Усадебный дом
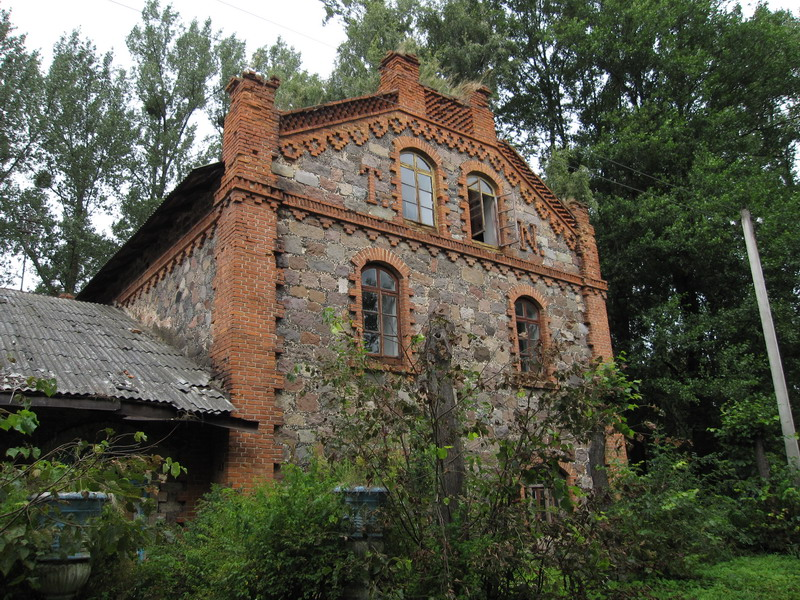
Винокуренный завод
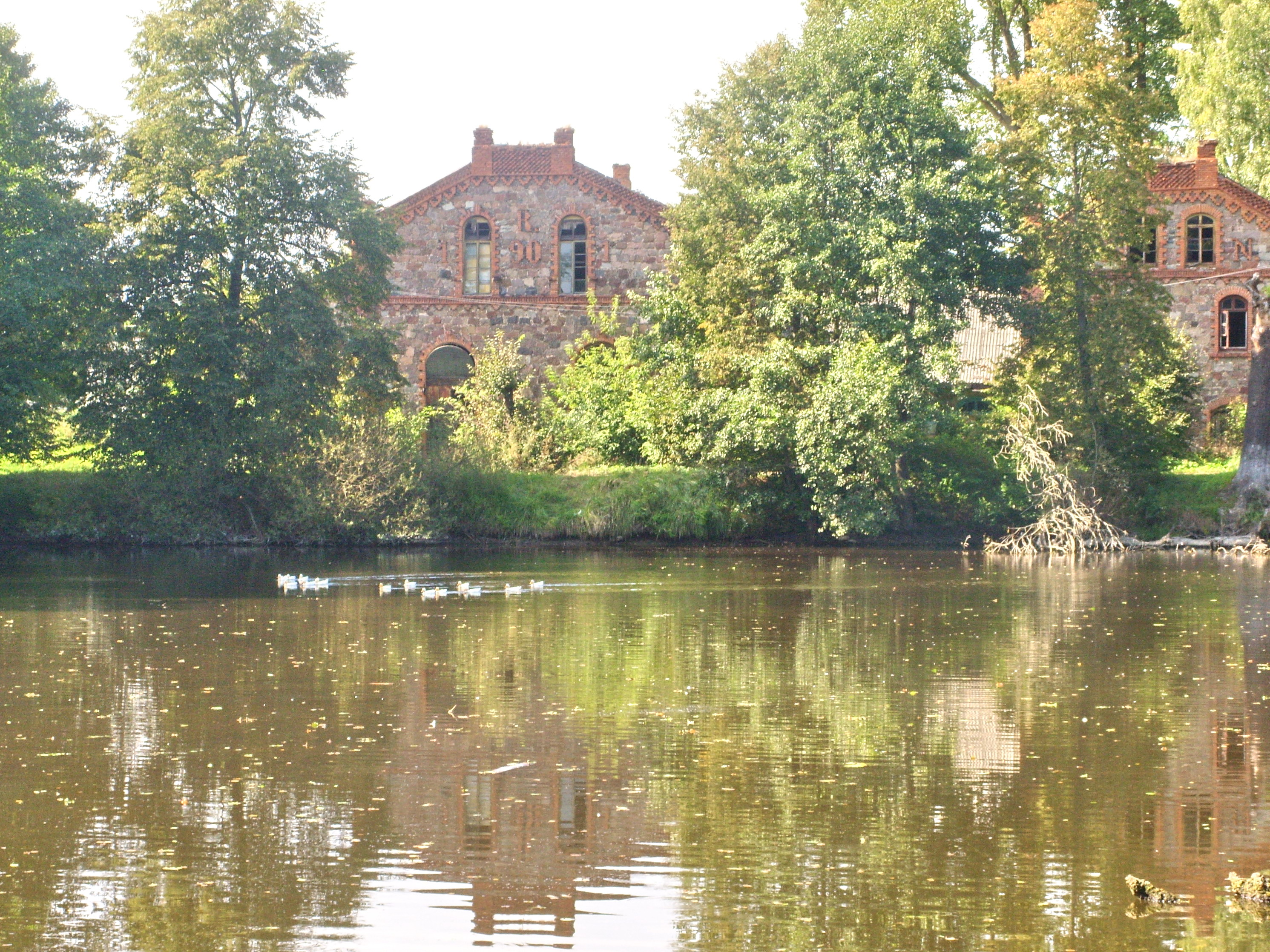
Парк "Совейки"
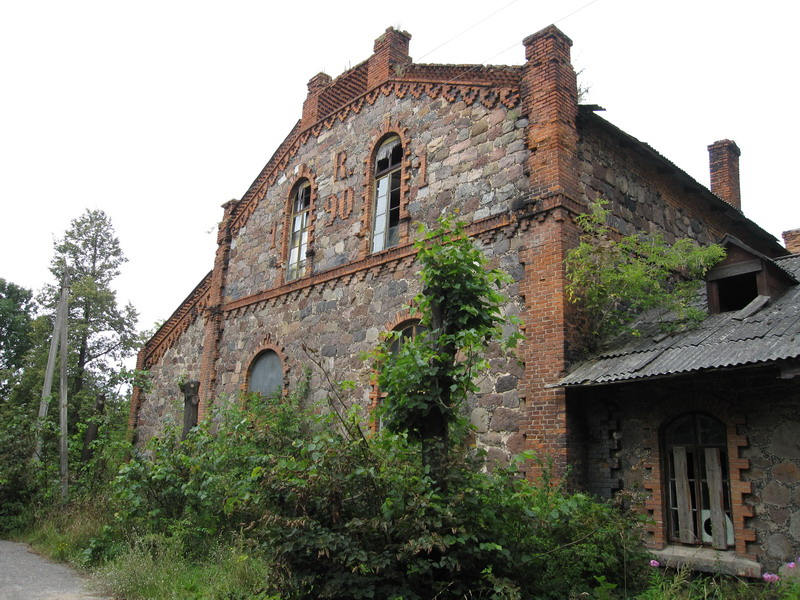
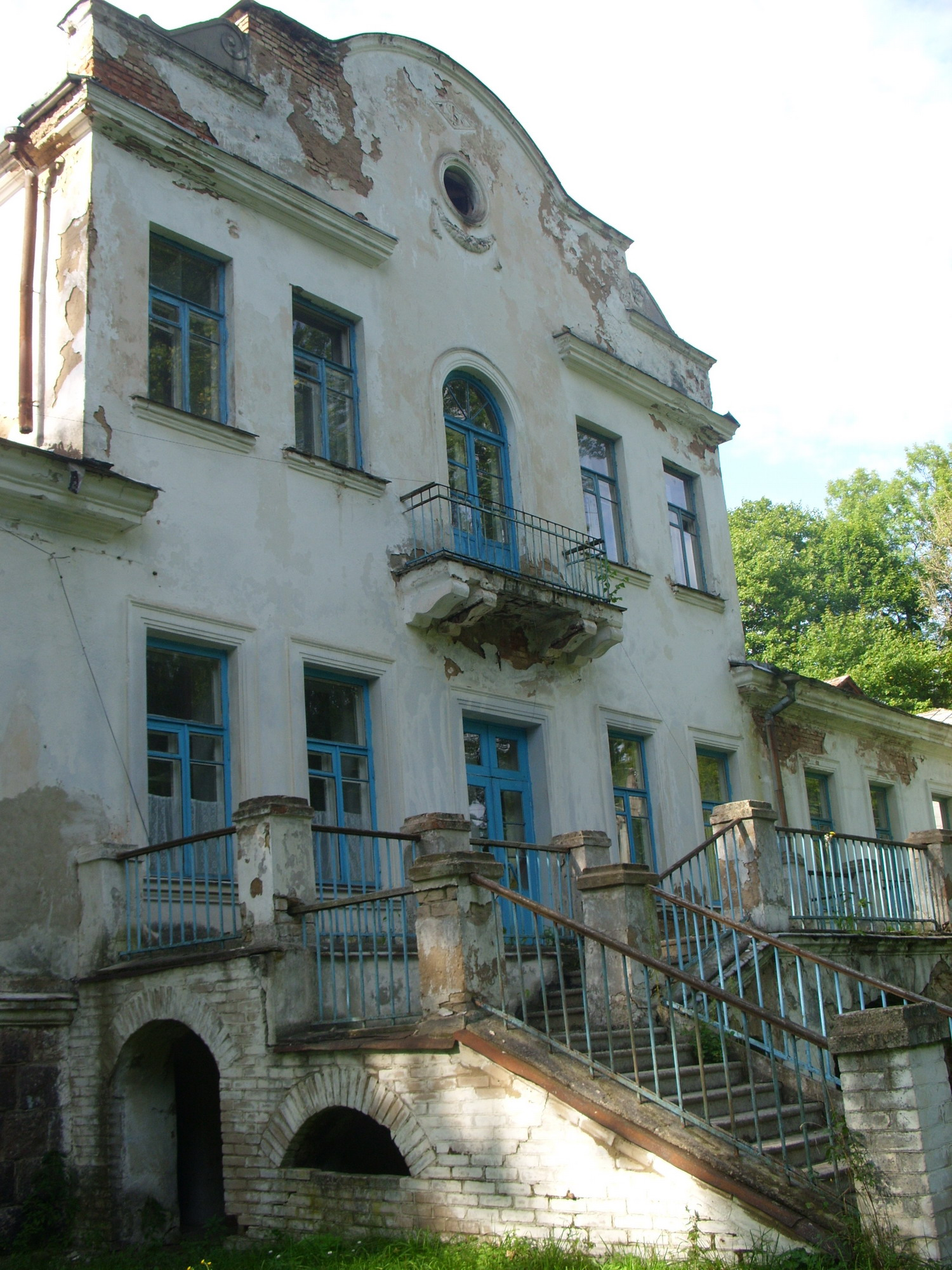
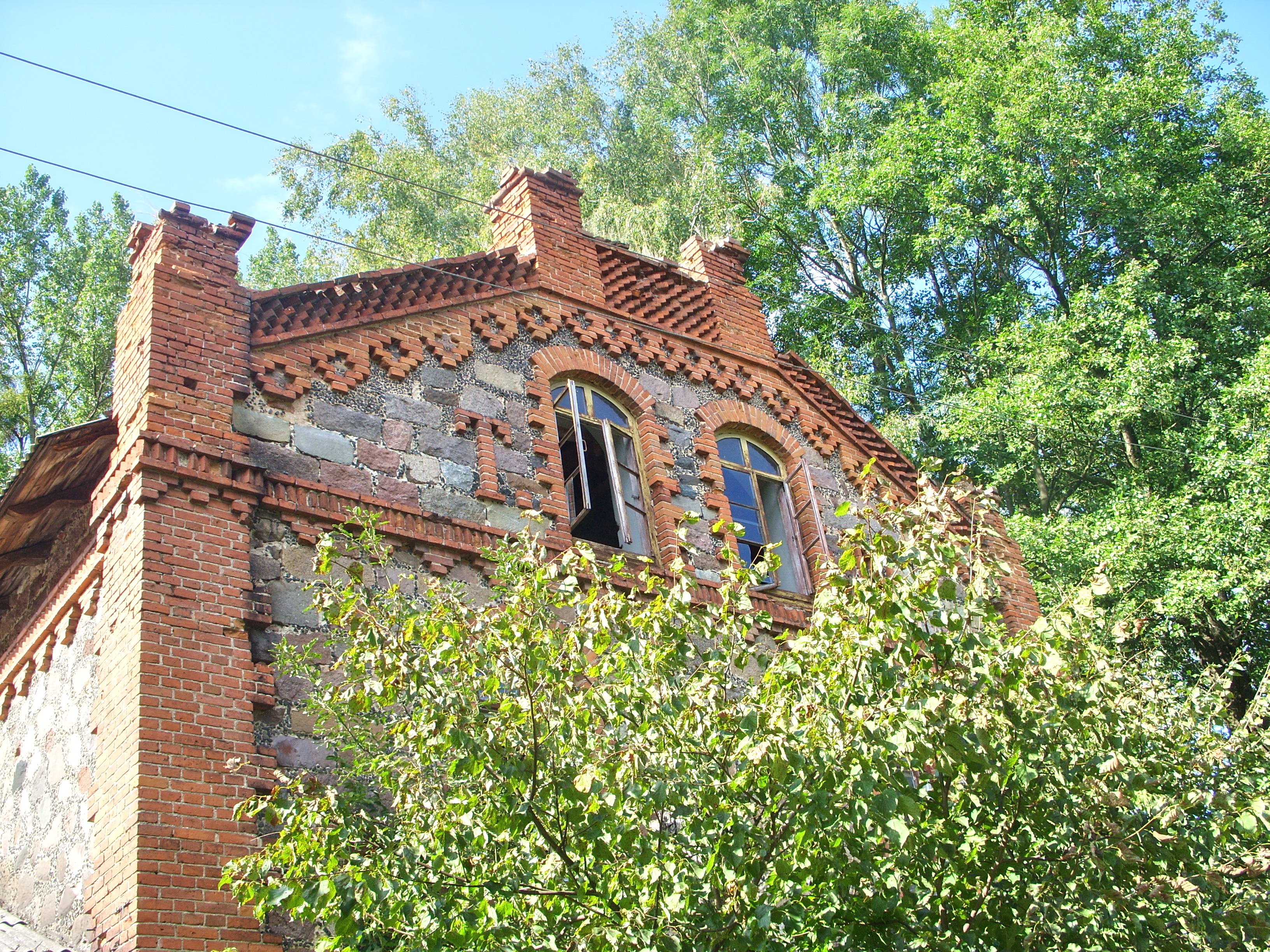
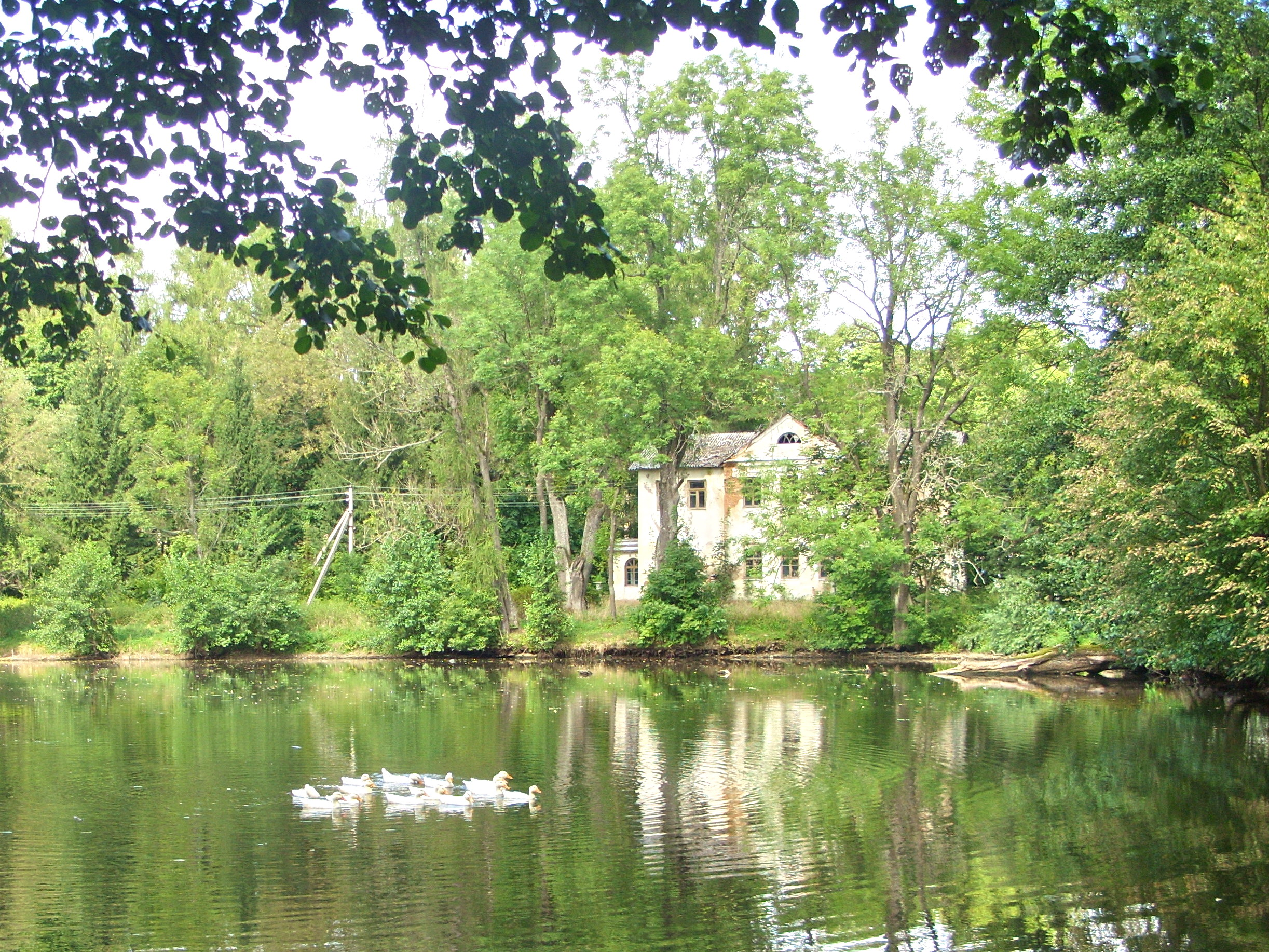
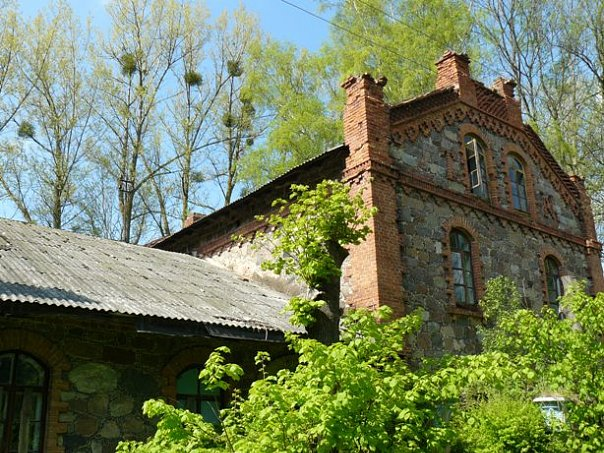
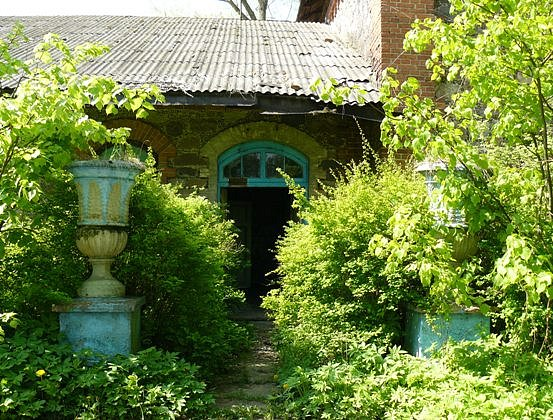
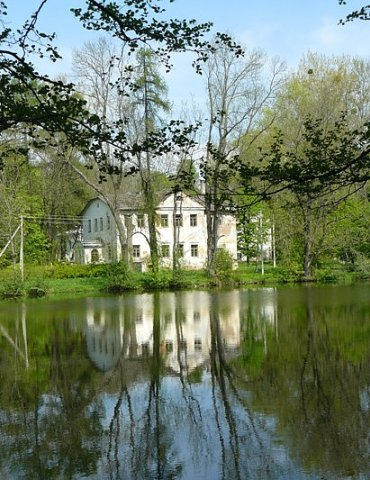